# Tobias Menzies
Tobias Menzies (Londres, Inglaterra, 7 de marzo de 1974) es un actor británico conocido por haber interpretado a Marcus Brutus en la serie Rome, a Edmure Tully en Game of Thrones, a Frank/Jonathan Randall en Outlander y a Felipe de Edimburgo en The Crown, papel por el cual recibió el Emmy a la mejor actuación masculina de reparto.

## Biografía
Asistió a la Frensham Heights School, próxima a Farnham, Surrey. 
En 1993 se unió al Stratford-upon-Avon College, donde tomó un curso de drama hasta 1994. 
En 1998 se graduó en la Real Academia de Arte Dramático.

## Carrera
En 1998 se unió al elenco recurrente de la serie Casualty donde dio vida a Frank Gallagher, el hijo del doctor Max Gallagher. Frank es un adicto a la heroína y muere asesinado durante la decimocuarta temporada. 
En el 2000 apareció en un episodio de la serie Midsomer Murders donde interpretó a Jack Dorset, el hijo del carnicero Ray Dorset (Bill Thomas).
En el 2002 apareció como invitado en la primera temporada de la serie Ultimate Force donde interpretó a un contacto del MI5 conocido con el alias de Box 500.
En el 2005 participó la serie Rome donde dio vida al político y militar romano Marcus Junius Brutus, el amigo íntimo de Julio César (Ciarán Hinds) que se une al complot para matarlo, hasta el final de la serie en el 2007 luego de que su personaje fuera asesinado por los ejércitos de César y Marco Antonio.
En el 2006, trabajó en la película de James Bond, Casino Royale, donde interpretó a Villiers el joven secretario de M (Judi Dench) en la sede del MI6.
Apareció en 2007 en la película Persuasion, donde interpretó a William Elliot, un pariente lejano y presunto heredero de Sir Walter Ellio (Anthony Head).
En el 2009, interpretó a Andrew Lawrence, ministro del gobierno británico, en dos episodios de la penúltima temporada de la popular, aclamada y exitosa serie británica de espías Spooks. Andrew fue asesinado luego de quedar atrapado en un bombardeo.
En el 2010, apareció en la serie Any Human Heart donde interpretó al autor y periodista británico Ian Fleming.
En el 2011, dio vida a Ross McGovern, un periodista en la serie The Shadow Line.
En el 2013, apareció como invitado en la tercera temporada de la exitosa serie Game of Thrones donde dio vida a Edmure Tully, el hermano menor de Catelyn Stark (Michelle Fairley) y Lysa Arryn (Kate Dickie). Edmure fue tomado como rehén por Lord Walder Frey.
En julio del 2014, participó en la miniserie The Honourable Woman donde dio vida a Nathaniel Bloom, el guardaespaldas personal de Nessa Stein (Maggie Gyllenhaal).
En agosto del mismo año se unió al elenco de la serie Outlander donde interpreta a dos personajes: Frank Randall, un exagente del MI6 que ahora trabaja como historiador en el siglo XX y a Jonathan "Black Jack" Randall, un brutal capitán del ejército británico en 1743.
En agosto del 2015, se hizo público que Tobias se había unido al elenco de la película Underworld: Next Generation (finalmente titulada Underworld: Blood Wars) donde da vida a Marius, el nuevo líder de los licántropos.
A principios de septiembre del 2016, se anunció que Tobias se había incorporado al reparto de la nueva serie The Terror, estrenada en 2018, donde interpreta a James Fitzjames, un marino del Ejército Real Británico.
En marzo de 2018, se hizo público que Menzies encarnaría al príncipe Felipe de Edimburgo en la tercera y cuarta temporada de la serie The Crown.

## Filmografía

### Series de televisión
| Año               | Título                       | Personaje                           | Notas                                            |
| ----------------- | ---------------------------- | ----------------------------------- | ------------------------------------------------ |
| 2024              | Manhunt: La Caza del Asesino | Edwin Stanton                       | 7 episodios - miniserie                          |
| 2021              | Modern Love S2               | -                                   | -                                                |
| 2019 - 2020       | The Crown                    | Príncipe Philip, Duque de Edimburgo | 20 episodios                                     |
| 2019              | This Way up                  | Richard                             | 4 episodios                                      |
| 2018 - 2019       | The Terror                   | Cmdt. James Fitzjames               | 10 episodios                                     |
| 2017              | Star Wars Rebels             | Tiber Saxon (voz)                   | 2 episodios                                      |
| 2015, 2017        | Catastrophe                  | Doctor Harries                      | 4 episodios                                      |
| 2014 - 2017, 2018 | Outlander                    | Frank Randall / Jonathan Randall    | 25 episodios                                     |
| 2013, 16, 19      | Game of Thrones              | Edmure Tully                        | 9 episodios                                      |
| 2016              | The Night Manager            | Geoffrey Dromgoole                  | 5 episodios - miniserie                          |
| 2014              | The Honourable Woman         | Nathaniel Bloom                     | 3 episodios - miniserie                          |
| 2014              | Puppy Love                   | Alexander                           | episodio # 1.1                                   |
| 2014              | Silent Witness               | Greg Walker                         | 2 episodios                                      |
| 2013              | Doctor Who                   | Teniente Stepashin                  | episodio "Cold War"                              |
| 2013              | Black Mirror                 | Liam Monroe                         | episodio "The Waldo Moment"                      |
| 2012              | Getting On                   | Dr. Tom Kersley                     | 2 episodios                                      |
| 2012              | Secret State                 | Charles Flyte                       | episodio # 1.1 - miniserie                       |
| 2012              | The Thick of It              | Simon Weir                          | episodio # 4.6                                   |
| 2012              | Simon Schama's Shakespeare   | -                                   | 2 episodios - miniserie                          |
| 2012              | Eternal Law                  | Richard Pembroke                    | 6 episodios                                      |
| 2011              | The Shadow Line              | Ross McGovern                       | 5 episodios - miniserie                          |
| 2010              | Law & Order: UK              | Samuel Cain                         | episodio "Skeletons"                             |
| 2010              | Any Human Heart              | Ian Fleming                         | 2 episodios                                      |
| 2010              | The Deep                     | Raymond Hopkins                     | 5 episodios - miniserie                          |
| 2009              | Spooks                       | Andrew Lawrence                     | 2 episodios                                      |
| 2009              | Pulling                      | Stefan                              | episodio # 3.0                                   |
| 2009              | Kingdom                      | David Morston                       | episodio # 3.6                                   |
| 2008              | Bonekickers                  | Scott Wilson                        | episodio "Follow the Gleam"                      |
| 2008              | Fairy Tales                  | Aidee                               | episodio "The Empress's New Clothes" - miniserie |
| 2005 - 2007       | Rome                         | Marcus Junius Brutus                | 17 episodios                                     |
| 2002              | Foyle's War                  | Stanley Ellis                       | episodio "The White Feather"                     |
| 2002              | Ultimate Force               | Box 500                             | 3 episodios                                      |
| 2002              | I Saw You                    | Vince                               | -                                                |
| 1998 - 2000       | Casualty                     | Frank Gallagher                     | 11 episodios                                     |
| 2000              | Midsomer Murders             | Jack Dorset                         | episodio "Judgement Day"                         |

### Películas
| Año  | Título                   | Personaje               | Notas |
| ---- | ------------------------ | ----------------------- | --- |
| 2025 | F1                       | Peter Banning           | |
| 2023 | You Hurt My Feelings     | Don                     | junto a Julia Louis-Dreyfus, Michaela Watkins, Arian Moayed, Owen Teague y Jeannie Berlin                   |
| 2018 | Carmilla                 | Doctor Familiar         | junto a Jessica Raine, Scott Silven, Hannah Rae, Devrim Lingnau y Greg Wise                                 |
| 2018 | King Lear                | Duque de Cornwall       | junto a Anthony Hopkins, Emma Thompson, Emily Watson, Florence Pugh, Jim Broadbent y Andrew Scott           |
| 2016 | Underworld: Blood Wars   | Marius                  | junto a Kate Beckinsale, Theo James, Bradley James, Charles Dance y Lara Pulver                             |
| 2016 | Una                      | Mark                    | junto a Rooney Mara, Ben Mendelsohn, Natasha Little, Indira Varma, Tara Fitzgerald y Riz Ahmed              |
| 2013 | The Birthday Gift        | David                   | corto - junto a Sarah Smart, Mark Ryder, Joseph Harmon y Lili Dabrowska                                     |
| 2012 | Nora                     | Richard                 | corto - junto a Hattie Morahan, Vanessa Kirby y Susannah Wise                                               |
| 2011 | The Door                 | Hombre con Alas         | corto - junto a Katie Bignell, Elliot Cowan, Michael Culkin, Charles Dance y Harriet Walter                 |
| 2011 | Hysteria                 | Mr. Squyers             | junto a Hugh Dancy, Maggie Gyllenhaal, Jonathan Pryce, Felicity Jones, Rupert Everett y Gemma Jones         |
| 2010 | Forget Me Not            | Will Fletcher           | junto a Genevieve O'Reilly, Gemma Jones, Charlie Covell y Ben Farrow                                        |
| 2010 | Jackboots on Whitehall   | Capitán English / Monty | junto a Ewan McGregor, Rosamund Pike, Richard E. Grant, Timothy Spall, Tom Wilkinson y Alan Cumming         |
| 2010 | Anton Chekhov's The Duel | Von Koren               | junto a Andrew Scott, Fiona Glascott, Niall Buggy, Nicholas Rowe y Michelle Fairley                         |
| 2007 | The Relief of Belsen     | Derrick Sington         | junto a Iain Glen, Nigel Lindsay, Jemma Redgrave, Corin Redgrave, Oliver Ford Davies y Iddo Goldberg        |
| 2007 | Atonement                | Oficial Naval           | junto a Saoirse Ronan, Brenda Blethyn, James McAvoy, Harriet Walter, Benedict Cumberbatch y Keira Knightley |
| 2007 | Persuasion               | William Elliot          | junto a Sally Hawkins, Rupert Penry-Jones, Anthony Head, Nicholas Farrell y Alice Krige                     |
| 2006 | 007: Casino Royale       | Villiers                | junto a Daniel Craig, Eva Green, Mads Mikkelsen, Giancarlo Giannini, Judi Dench y Jeffrey Wright            |
| 2005 | A Very Social Secretary  | Keith                   | junto a Archie Panjabi, Peter Sullivan, Leo Bill, Robert Lindsay, Doon Mackichan y Sara Stewart             |
| 2005 | Pierrepoint              | Teniente Llewelyn       | junto a Simon Armstrong, Ann Bell, Nicholas Blane, James Corden y Marie Critchley                           |
| 2005 | Piccadilly Jim           | Reg 3                   | junto a Sam Rockwell, Frances O'Connor, Tom Wilkinson, Brenda Blethyn, Allison Janney y Hugh Bonneville     |
| 2004 | Finding Neverland        | Patrón del Teatro       | junto a Johnny Depp, Kate Winslet, Julie Christie, Radha Mitchell, Dustin Hoffman y Freddie Highmore        |
| 2000 | The Low Down             | John                    | junto a Aidan Gillen, Kate Ashfield, Dean Lennox Kelly y Elliot Levey                                       |
| 2000 | Summer in the Suburbs    | Psicólogo de la Escuela | junto a Ryan Davenport, Sam Troughton, Craig Vye y Ann Mitchell                                             |
| 2000 | Longitude                | Secretario de Halley    | junto a Jeremy Irons, Peter Cartwright, Gemma Jones, Michael Gambon, Anna Chancellor y John Wood            |

### Teatro
| Año  | Obra                              | Personaje             | Director (a)               | Teatro                 | Notas                                             |
| ---- | --------------------------------- | --------------------- | -------------------------- | ---------------------- | ------------------------------------------------- |
| 2016 | The Dark Lady and the Tender Chur | -                     | -                          | Middle Temple Hall     |                                                   |
| 2016 | Uncle Vanya                       | Dr. Michael Astrov    | Robert Icke                | Almeida Theatre        |                                                   |
| 2015 | The Iliad                         | -                     | Rupert Goold y Robert Icke | Almeida Theatre        |                                                   |
| 2015 | The Fever                         | Hombre                | Robert Icke                | Almeida Theatre        |                                                   |
| 2013 | The Hush                          | El Hombre             | -                          | National Theatre       | junto a Susannah Wise                             |
| 2012 | The Recruiting Officer            | Capitán Plume         | Josie Rourke               | Donmar W. Theatre      | junto a Mark Gatiss y Mackenzie Crook             |
| 2011 | The Children's Hour               | Dr. Joseph Cardin     | Ian Rickson                | Comedy Theatre         | junto a Keira Knightley y Ellen Burstyn           |
| 2011 | Decade                            | -                     | Rupert Goold               | -                      | junto a Amy Lennox y Emma Fielding                |
| 2009 | King Lear                         | Edgar                 | Rupert Goold               | Young Vic Theatre      | junto a Pete Postlethwaite y John Shrapnel        |
| 2007 | Cloud Nine                        | Harry Bagley / Martin | Thea Sharrock              | Almeida Theatre        | junto a James Fleet, Bo Poraj y Nicola Walker     |
| 2007 | The Cherry Orchard                | Peter Trofimov        | Jonathan Miller            | Crucible Theatre       | junto a Carolyn Pickles y Roger Hammond           |
| 2005 | The History Boys                  | Irwin                 | Nicholas Hytner            | Royal National Theatre | -                                                 |
| 2005 | Hamlet                            | Hamlet                | Rupert Goold               | Royal Theatre          | junto a Hilton McRae, Jane Birkin y Paul Shelley  |
| 2003 | Serjeant Musgrave's Dance         | Hurst                 | Sean Holmes                | -                      | junto a Edward Peel y Sam Cox                     |
| 2003 | Three Sisters                     | Tusenbach             | Michael Blakemore          | Playhouse Theatre      | junto a Kate Burton, Kristin Thomas y James Fleet |
| 2002 | Arcadia                           | Valentine Coverly     | Rupert Goold               | -                      | -                                                 |
| 2001 | Platonov                          | Sergei Voynitzev      | Jonathan Kent              | Almeida Theatre        | -                                                 |
| 2000 | The Way of the World              | Witwoud               | Matthew Lloyd              | Royal Exchange Theatre | junto a Paul Higgins y Caroline Langrishe         |
| 2000 | Light                             | -                     | Simon McBurney             | Complicite Theatre     | -                                                 |

## Premios y nominaciones
| Año  | Categoría                                              | Premio                           | Serie/Teatro  | Resultado | Ref.   |
| ---- | ------------------------------------------------------ | -------------------------------- | ------------- | --------- | ------ |
| 2021 | Mejor actor de reparto en una serie de drama           | Premios Primetime Emmy           | The Crown     | Ganador   | [ 21 ] |
| 2021 | Mejor actor de reparto                                 | Premios BAFTA                    | The Crown     | Nominado  | [ 22 ] |
| 2021 | Mejor reparto en una serie de drama                    | Premios del Sindicato de Actores | The Crown     | Ganador   | [ 23 ] |
| 2020 | Mejor reparto en una serie de drama                    | Premios del Sindicato de Actores | The Crown     | Ganador   | [ 24 ] |
| 2020 | Mejor actor de serie de televisión - Drama             | Premios Globo de Oro             | The Crown     | Nominado  | [ 25 ] |
| 2016 | Mejor actor de reparto de serie, miniserie o telefilme | Premios Globo de Oro             | Outlander     | Nominado  | [ 26 ] |
| 2016 | Mejor casting de televisión                            | Premios Satellite                | Outlander     | Ganador   |        |
| 2015 | Mejor actor de reparto en una serie de drama           | EWwy Award                       | Outlander     | Ganador   |        |
| 2015 | Mejor actor de serie de televisión                     | Saturn Award                     | Outlander     | Nominado  | [ 27 ] |
| 2003 | Mejor actuación                                        | Ian Charleson Award              | Three Sisters | Nominado  |        |